# Changfeng Liebao Feiteng
Der Changfeng Liebao Feiteng war ein Mini-SUV der zum chinesischen Automobilhersteller GAC Changfeng Motor gehörenden Marke Changfeng Liebao (Marke Changfeng und Submarke Liebao). Das Fahrzeug basierte auf dem Mitsubishi Pajero iO.

## Geschichte
Nach der Einführung 2003 wurde das Modell sehr beliebt und zum Car of the Year (2004) gewählt. 2008, nach der Einführung neuerer Modelle, wurden bis auf einen alle bisherigen Motoren für den Feiteng aus dem Programm genommen. Es blieb lediglich die 89 kW-Motorisierung übrig. 

## Technische Daten
Angetrieben wurde der Feiteng von einem aufgeladenen Zweiliter-Ottomotor von Mitsubishi Motors. Serienmäßig hatte das Mini-SUV Hinterradantrieb, optional war Allradantrieb erhältlich. Das SUV hatte ein 5-Gang-Schaltgetriebe, ein Automatikgetriebe stand nicht zur Auswahl.
|                                             | 2.0                   |                           |                       |                        |
| Bauzeitraum                                 | 2003–2008             | 2003–2015                 | 2003–2008             | 2003–2008              |
| Motorkenndaten                              |                       |                           |                       |                        |
| Motortyp                                    | R4-Ottomotor          | R4-Ottomotor              | R4-Ottomotor          | R4-Ottomotor           |
| Motoraufladung                              | —                     | —                         | —                     | —                      |
| Hubraum                                     | 1997 cm³              | 1997 cm³                  | 1997 cm³              | 1997 cm³               |
| max. Leistung bei min−1                     | 63 kW (85 PS) / 5500  | 89 kW (121 PS) / 5500     | 99 kW (134 PS) / 4800 | 124 kW (168 PS) / 4500 |
| max. Drehmoment bei min−1                   |                       | 168 Nm / 4500             |                       |                        |
| Kraftübertragung                            |                       |                           |                       |                        |
| Antrieb, serienmäßig                        | Vorderradantrieb      | Vorderradantrieb          | Vorderradantrieb      | Vorderradantrieb       |
| Antrieb, optional                           | (Allradantrieb)       | (Allradantrieb)           | (Allradantrieb)       | (Allradantrieb)        |
| Getriebe                                    | 5-Gang-Schaltgetriebe | 5-Gang-Schaltgetriebe     | 5-Gang-Schaltgetriebe | 5-Gang-Schaltgetriebe  |
| Messwerte                                   |                       |                           |                       |                        |
| Höchstgeschwindigkeit                       | 125 km/h              | 155 km/h (160 km/h)       | 144 km/h              | 160 km/h               |
| Beschleunigung, 0–100 km/h                  |                       | 20,0 s (20,0 s)           |                       |                        |
| Kraftstoffverbrauch auf 100 km (kombiniert) |                       | 9,0 l Super (9,1 l Super) |                       |                        |
| Tankinhalt                                  | 53 l                  | 53 l                      | 53 l                  | 53 l                   |

- Werte in runden Klammern gelten für Modelle mit Allradantrieb.